# Ficus tannoensis
Ficus tannoensis är en mullbärsväxtart som beskrevs av Bunzo Hayata. Ficus tannoensis ingår i släktet fikonsläktet, och familjen mullbärsväxter. Inga underarter finns listade i Catalogue of Life.